# Violett hedfly
Violett hedfly, Anarta colletti är en fjärilsart som först beskrevs av Jacob Sparre Schneider, 1876. Violett hedfly ingår i släktet Anarta och familjen nattflyn, Noctuidae. Violett hedfly är ännu inte påträffat i Sverige eller Finland men finns i Norge..